# Juraj Šomoši
Juraj Šomoši (* 21. června 1939) je bývalý slovenský fotbalista, záložník.

## Fotbalová kariéra
V československé lize hrál za VSS Košice. V lize nastoupil ve 131 utkáních a dal 17 gólů. Finalista Československého poháru 1964.

## Ligová bilance
| Ročník                                   | Zápasy | Góly | Klub       |
| ---------------------------------------- | ------ | ---- | ---------- |
| 1. československá fotbalová liga 1963/64 | -      | 1    | VSS Košice |
| 1. československá fotbalová liga 1964/65 | -      | 4    | VSS Košice |
| 1. československá fotbalová liga 1965/66 | -      | 2    | VSS Košice |
| 1. československá fotbalová liga 1966/67 | -      | 3    | VSS Košice |
| 1. československá fotbalová liga 1967/68 | 19     | 2    | VSS Košice |
| 1. československá fotbalová liga 1968/69 | 23     | 4    | VSS Košice |
| 1. československá fotbalová liga 1969/70 | 5      | 1    | VSS Košice |
| CELKEM                                   | 131    | 17   |            |